# Papa Caio
Caio (Dalmazia, ... – Roma, 22 aprile 296) è stato il 28º vescovo di Roma e papa della Chiesa cattolica, dal 17 dicembre 283 alla sua morte. È venerato come santo dalla Chiesa cattolica e dalle Chiese ortodosse.

## Biografia
Secondo il Catalogo Liberiano, Caio fu papa per dodici anni, quattro mesi e sette giorni, dal 17 dicembre 283, al 22 aprile 296 (Adolf von Harnack, Chronol., I, 155); Eusebio di Cesarea errava nello stimare il suo pontificato a quindici anni. Veniva menzionato nel Depositio Episcoporum del IV secolo (quindi non come martire): "X kl maii Caii in Callisti". Fu sepolto nel cimitero di Callisto. Non sono noti altri particolari della sua vita.
Secondo il Liber Pontificalis era zio di Santa Susanna di Roma, era nato a Salona, antica città dalmata ed era anche parente dell'imperatore Diocleziano. Se quest'ultima notizia fosse vera giustificherebbe il fatto che durante il suo pontificato Diocleziano non solo fu più che tollerante con i cristiani, ma anzi molti di loro divennero collaboratori della casa imperiale. L'ultima grande persecuzione, scatenata proprio da Diocleziano, risale infatti al 303, alcuni anni dopo la morte di Caio. Per questo è da mettere in dubbio il suo martirio, avvenuto, secondo il Liber pontificalis, per aver suggerito alla nipote Susanna di fare voto di verginità. Di conseguenza sono anche dubbi i motivi della sua canonizzazione.
In quegli anni cominciò a svilupparsi a Roma l'eresia del Manicheismo ed iniziò anche a riscuotere un certo successo il culto orientale di Mitra, che produssero diversi problemi alla chiesa cristiana. Ma è anche vero che in quell'epoca si andava sempre più affermando il prestigio della Chiesa di Roma sulle altre.
La tomba di Caio, con l'epitaffio originale, venne scoperta da Giovanni Battista de Rossi. Al suo interno fu rinvenuto l'anello con il quale sigillava le sue lettere.

## Culto

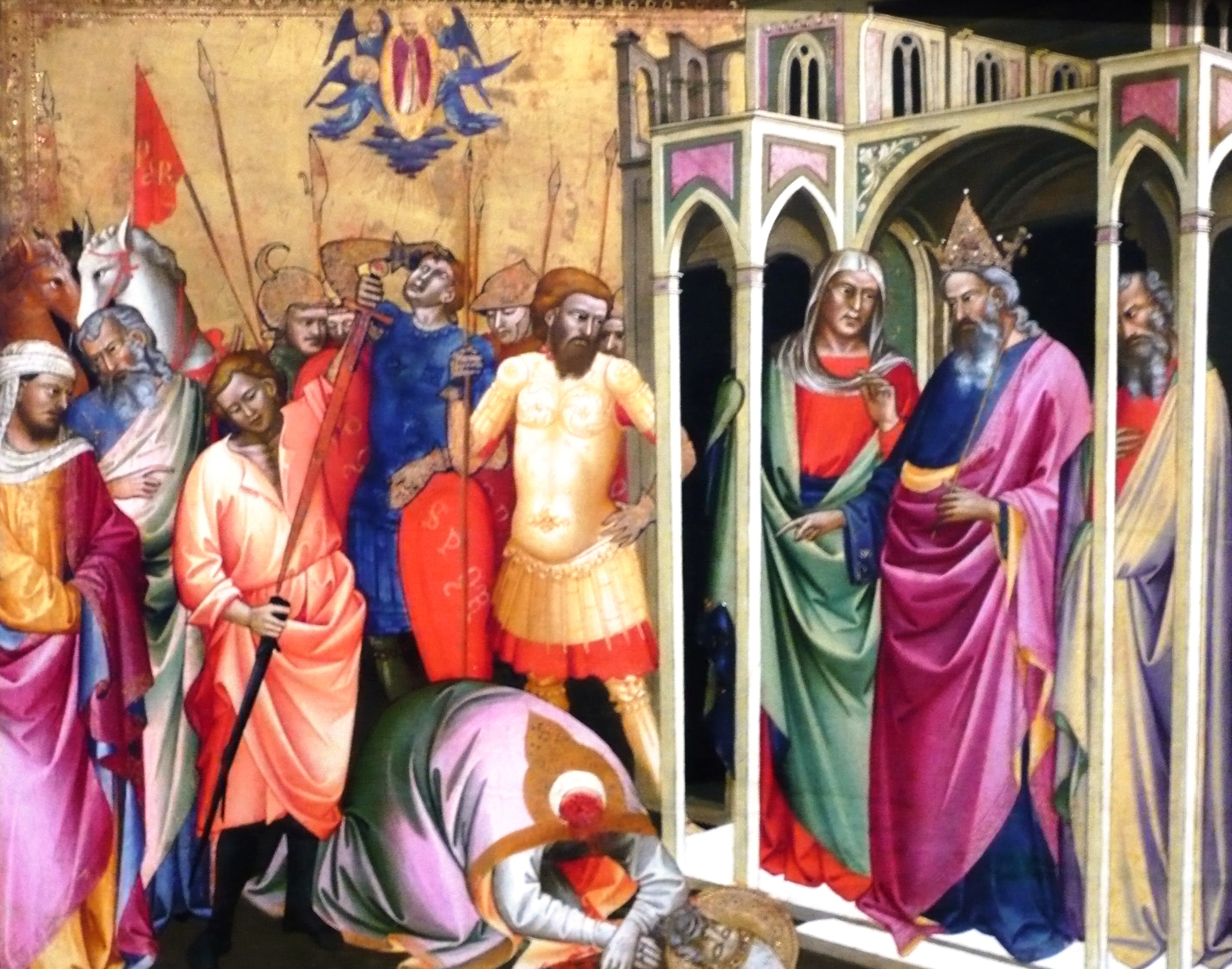
Martirio di papa Caio, opera di Lorenzo Monaco, 1394-1397 circa, Los Angeles, Centro Getty.

Nella Chiesa cattolica la sua memoria liturgica ricorre il 22 aprile; nella Chiesa greca, invece, il 18 dicembre.
Dal Martirologio Romano (ed. 2001):
Nell'iconografia ufficiale, san Caio viene ritratto mentre indossa la tiara, in compagnia di san Nereo.
Viene venerato in Dalmazia ed a Venezia.